# Mandi & Sorocabinha
Mandi & Sorocabinha foi uma dupla sertaneja formada por Manuel Rodrigues Lourenço, o Mandi (Anhembi, 25 de janeiro de 1901 - Piracicaba, 12 de março de 1987) e Olegário José de Godoy, o Sorocabinha (Piracicaba, 3 de janeiro de 1895 - São Paulo, 10 de julho de 1995). A dupla foi uma das primeiras a gravar música sertaneja no Brasil.

## Histórico

### Formação da dupla
Manuel Rodrigues Lourenço formou em 1917 o Quarteto Caboclo, no qual também tocavam Luís Antônio de Oliveira Júnior, Astrogildo de Lima Peazza e Antônio Ferraz de Arruda. Na época, dividia-se entre a carreira musical e a profissão de professor primário. Quando ainda era diretor do Grupo Escolar Rural da cidade de Dois Córregos, assistiu a uma apresentação do violeiro Olegário José e chamou-o para integrar a Turma Caipira, conjunto que reunia ainda Cornélio Pires, Arlindo Santana, Caçula, Ferrinho, Mariano, Sebastião Ortiz e Zico Dias.

### Primeiras gravações
Depois de várias apresentações em São Paulo ao longo da década de 1920, a dupla viajou para o Rio de Janeiro em 1929, para registrar suas primeiras gravações. No mesmo ano a Turma Caipira fez sua última apresentação, em Santos.

### Popularização
Na década de 1930, Mandi e Sorocabinha gravaram mais de 60 discos pela Columbia, RCA Victor, Odeon e Parlophon. Estrearam no cinema em 1934, cantando Caboclo feliz, Caipira mulato e Imposto do selo no filme Vamos passear com Cornélio Pires, documentário  dirigido pelo próprio Cornélio. Apresentaram-se também no Cassino da Urca, a convite de Alvarenga e Ranchinho.

### Fim da parceria
A partir de 1936, o trabalho da dupla sofreu uma queda, porque Sorocabinha foi morar em São Paulo enquanto Mandi continuava em Piracicaba. Depois da separação definitiva, em 1940, Sorocabinha atuou com outros parceiros até abandonar a carreira musical, em 1951.

## Discografia

### Década de 1930

#### 1930
- Tempo ruim/A muié que cortô o cabelo, Parlophon.
- A crise/Caninha-verde, Parlophon.
- Duas leis americanaS/Depois do passeio, Parlophon.
- Reclamação de caboclo/Sonhei que tinha morrido, Parlophon.
- A carestia/Desafio, Parlophon.
- Depois das eleições/Imposto do selo, Parlophon.

#### 1931
- Caipira apurado/No restaurante, Parlophon.
- Os dez mandamentos/O marreco morreu, Parlophon.

#### 1932
- Jogo do bicho/O corvo e a raposa, Parlophon.

#### 1934
- Tempo ruim/A muié que cortô o cabelo, Odeon.
- A crise/Caninha-verde, Odeon.
- Reclamação de caboclo/Sonhei que tinha morrido, Odeon.
- Caipira apurado/No restaurante, Odeon.
- Os dez mandamentos/Marreco morreu, Odeon.
- Modas modernas/Casamento é besteira, Odeon.
- Atualidades/Invasão de São Paulo, Odeon.
- Samba da roça/Desengano de caboclo, Odeon.

#### 1935
- Briga do casar/Caboclo violeiro, Odeon.
- Jogo do bicho/O corvo e a raposa, Odeon.
- Cururu cururu/A caçada dos sete veados, Odeon.
- O fim de dois valentes/Vida de rocero, Odeon.
- Nhô Felle caiu da égua/Que moça bonita, Odeon.
- Por um agradinho seu/O que vi na cidade, Odeon.
- ABC do pau d'água/Patacoadas, Odeon.

#### 1936
- Amansando o sogro/Rio de Janeiro, Odeon.
- Cururu/Oh São Paulo, Odeon.
- Moças do meu bairro/A morte de Mariquinha, Odeon.
- A pinga não presta/Prá morde cinco mil-réis, Odeon.

#### 1937
- Namoro de menino/O rico e o pobre, Odeon.
- Samba saudoso/Tudo selado, Odeon.
- A vida do sertão/Caninha verde, Odeon.

#### 1938
- Vida forgada/Pra cantá gostoso, Odeon.
- Mandi e Sorocabinha/Passeio de caipira, Odeon.
- Batizado do sapinho I/Batizado do sapinho II, Odeon.

#### 1939
- A vida/O namoro caipira, Odeon.
- Chuvarada/Tempo de moço, Odeon.
- Se eu fosse rico/Discussão, Odeon.
- Antigamente/Desafio, Odeon.
- A Guerra da Espanha/Sodade do tempo véio, Columbia.
- Amanhecer na roça/Namoro de velhos, Columbia.
- Joaquim Carreiro/Crespo e Liso, Columbia.
- Vidinha de roceiro/Desafio, Columbia.
- Julho de 1932/Viagem pro Rio de Janeiro, Columbia.

### Década de 1940

#### 1940
- O namoro da Rosinha/Os amores de Nhá Tuca, Odeon.

### Sem data
- Casamento é besteira/Modas modernas, Parlophon.
- Atualidades/Invasão de São Paulo, Parlophon.
- Sodade do tempo véio/A Guerra da Espanha, Columbia.
- A muié e o rádio/Jogo do bicho, Columbia.
- Amanhecer na roça/Namoro dos velhos, Columbia.
- O canarinho/O cuitelo e o beija-flor, Columbia.
- Crespo e liso/Joaquim Carreiro, Columbia.
- Caipira embriagado/Embrulhão das moças, Columbia.
- O canarinho/O cuitelo e o beija-flor, Columbia.
- Caipira embriagado/Embrulhão das moças, Columbia.
- Impressão da capitá/A papuda, Columbia.
- A muié e o rádio/Jogo do bicho, Columbia.